# Pyromorfit
Pyromorfit är ett grått, gulaktigt, brunt eller grönt blymineral  av fosfat och klorid. Den är en mycket rik blymalm.

## Egenskaper
Pyromorfiten är svagt genomskinlig, med fettglans och gröna samt bruna färger. Den smälter lätt med bläster och är löslig i salpetersyra och kalilut.
Pyromorfiten är en sekundär bildning och förekommer på och i närheten av blyglans, bildande pseudomorfoser efter sagda mineral. Anmärkningsvärdt är, att en sådan pseudomorfos av pyromorfit efter blyglans ofta åter omvandlas till blyglans, alltså ett slags återbildning. Vanligt är dessutom, ett den förträngs av andra mineral, såsom limonit och galmeja. 

## Förekomst
Pyromorfit förekommer på Harz och Erzgebirge, i Böhmen, Ural, USA m fl ställen. I Sverige har mineralet hittats i Garpenbergsgruvan och Lovisagruvan